# بيت وعيل (أرحب)

تعديل مصدري - تعديل

بيت وعيل هي إحدى قرى عزلة المنصور بمديرية أرحب التابعة لمحافظة صنعاء، بلغ تعداد سكانها 228 نسمة حسب تعداد اليمن لعام 2004.